# 쿠르두판

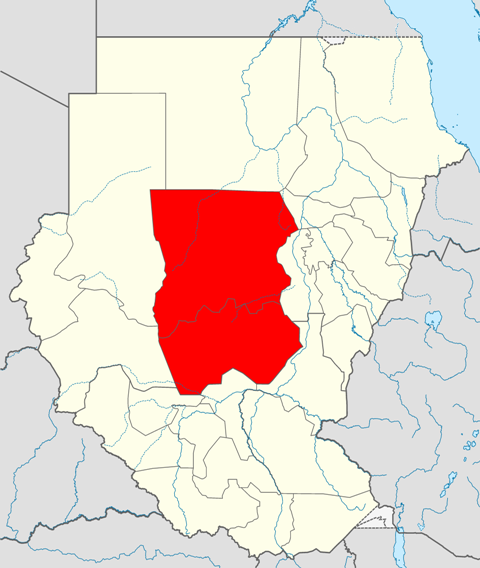
쿠르두판

쿠르두판(아랍어: كردفان Kurdufān) 또는 코르도판(Kordofan)은 수단의 중앙 지역이다. 예전에는 하나의 주였으나, 남쿠르두판주, 북쿠르두판주, 서쿠르두판주로 분할되었다. 또한 2005년 8월, 수단 정부와 수단 인민 해방 운동·해방군 간 포괄적 평화 협정(Comprehensive Peace Agreement)에 따라 서쿠르두판 주는 폐지, 분할되어 남쿠르두판 주에 흡수되었다. 남쿠르두판 주의 경계가 남수단과 수단의 경계선이 되었고 경계에 위치한 아비에이 지역에서 석유가 생산되기 때문에 그 지역의 귀속을 둘러싸고 격렬한 남북 대립이 전개되고 있다.